# Bronze Nazareth
Bronze Nazareth är en amerikansk rappare och producent, medlem i hiphop-kollektivet Wu-Tang Clan och gruppen Wu-Tang Killa Beez.

## Diskografi
- 2005: Thought for food volym 1
- 2006: The Great Migration
- 2008: Thought for food volym 2
- 2011: School for the Blindman